# St. Martin (Gebenbach)

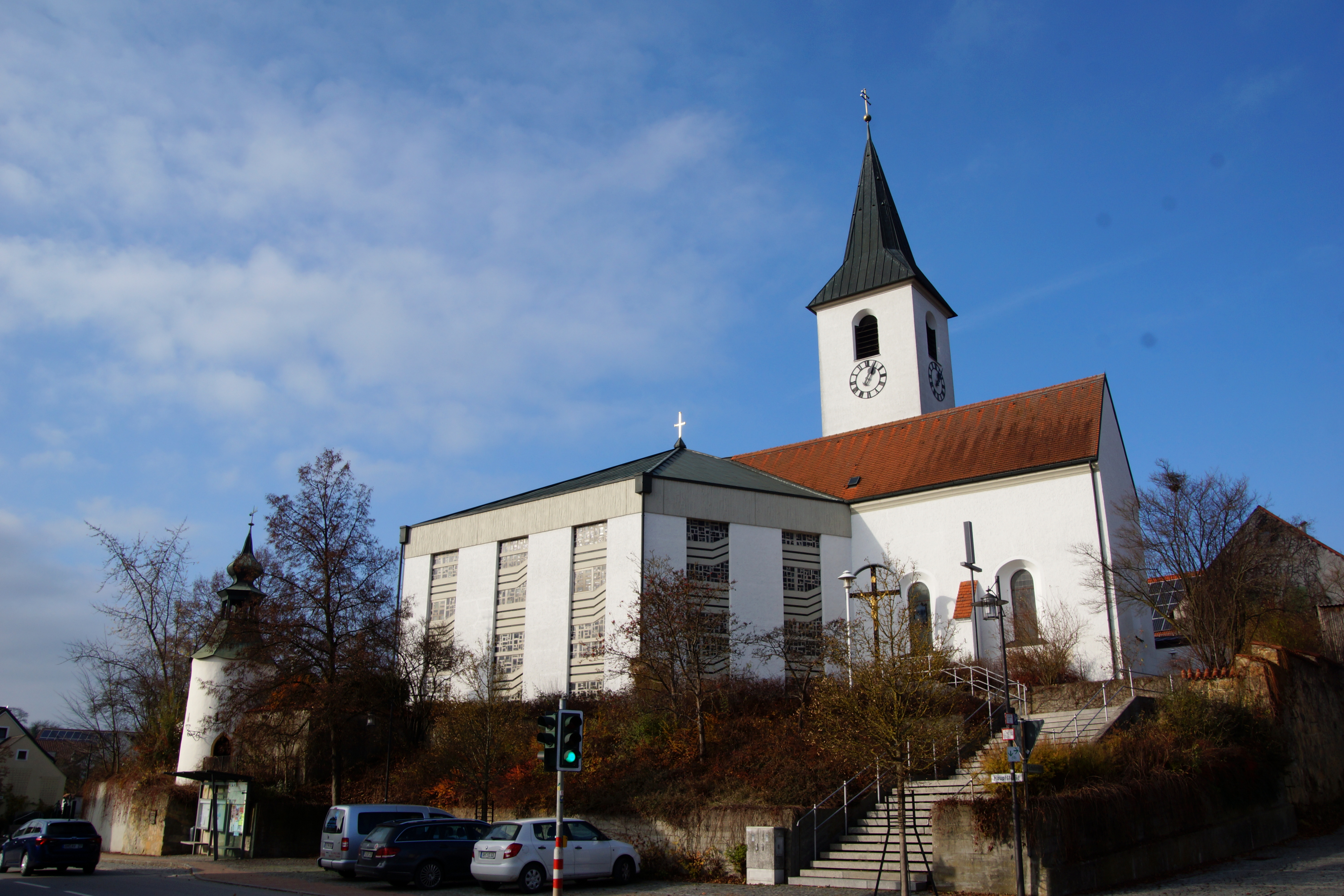
Die Kirche St. Martin auf dem Wehrkirchenhügel und Resten der Ummauerung

Die Kirche St. Martin ist eine ehemalige mittelalterliche Wehrkirche (Friedhofsbefestigung) und heutige katholische Pfarrkirche in Gebenbach (Hauptstraße 10) im Landkreis Amberg-Sulzbach in Bayern. Sie ist unter der Aktennummer D-3-71-123-1 als Baudenkmal verzeichnet. „Archäologische Befunde im Bereich der Kath. Pfarrkirche St. Martin in Gebenbach mit zugehöriger Kirchenbefestigung, darunter die Spuren von Vorgängerbauten bzw. älteren Bauphasen und abgegangenen Bauteilen“ werden zudem als Bodendenkmal unter der Aktennummer D-3-6437-0014 geführt.
Von der ehemaligen Wehranlage ist der Gemeindeturm mit zylindrischem Kegeldach, Schlüsselscharten und barocker, zwiebelbekrönter Laterne erhalten sowie ein Reststück der Friedhofsmauer.
Um die Kirche herum umschließt eine Wallanlage hufeisenförmig mit einem Radius von 75 m den nördlichen Ortsteil von Gebenbach. Der nur mehr schwach sichtbare Wall ist 0,2 m hoch und ihm ist ein stark verschwemmter Graben vorgelegt. Der Abstand von der Wallkrone zum Graben beträgt 9 m.